# Синагога під Білим Лелекою
Синагога під Білим Лелекою пол. Synagoga pod Białym Bocianem — одна з двох діючих синагог у Вроцлаві. Знаходиться на вулиці Павла Влодковіца, 7. 1996 року повернена єврейській громаді і є головною і найбільшою синагогою громади у Вроцлаві. Богослужіння відбуваються лише у найбільші свята.

## Історія

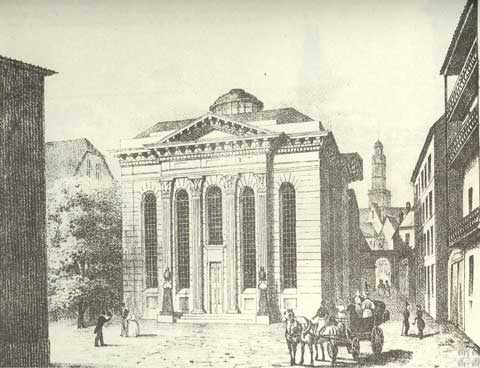
Синагога, 1830

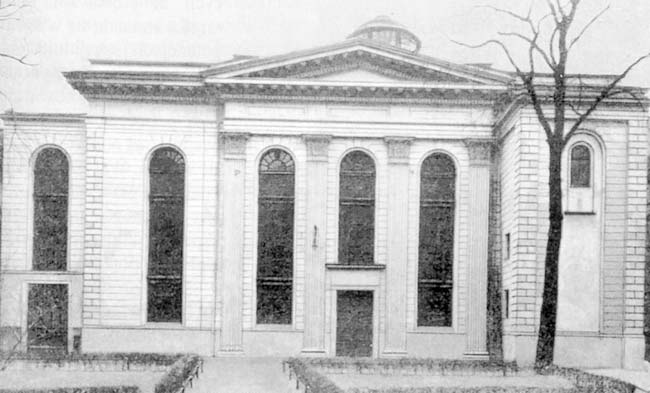
Передвоєнний вигляд

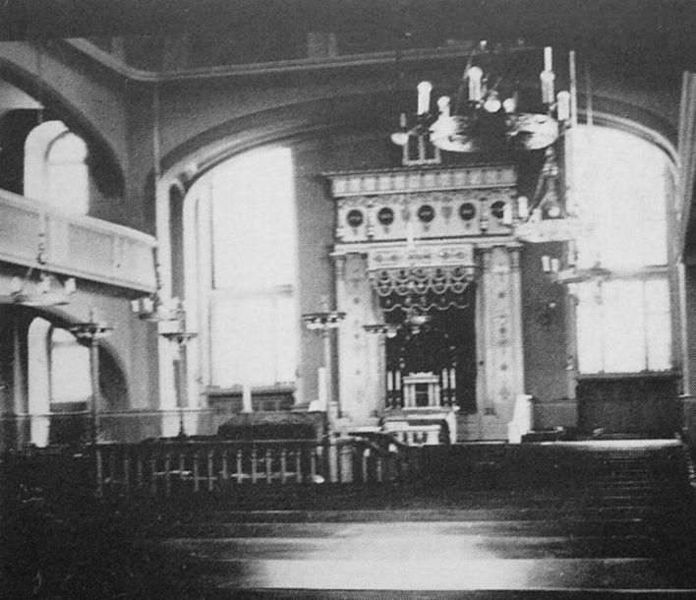
Передвоєнний вигляд. Інтер'єр

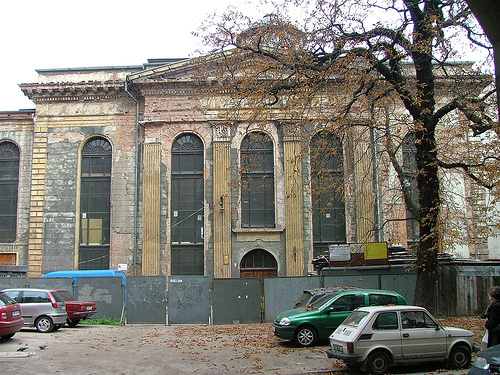
Синагога, 2004

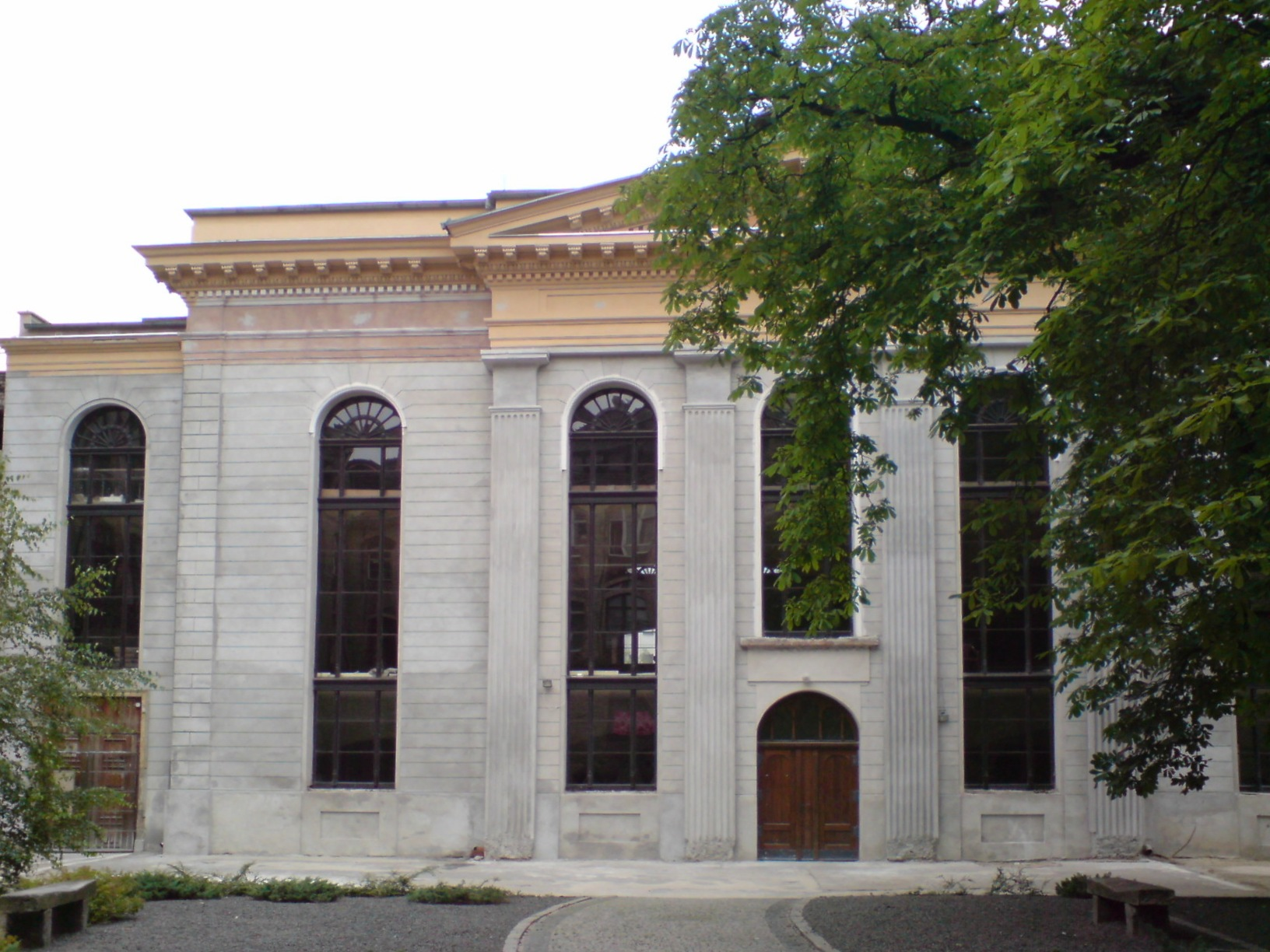
Синагога, липень 2007

### Спроби будівництва синагоги
Ідея будівництва синагоги зародилась у 1790 році, коли міністр Силезії , граф Карл Георг Генріх фон Хойм висунув пропозицію збудувати у Вроцлаві синагогу, загальнодоступну для усієї єврейської громади, при цьому плануючи замкнути усі розпорошені містом приватні синагоги і молитовні доми. Однак план не був реалізований через незацікавленість у ньому ортодоксальних євреїв.
У серпні 1819 року Міністерство внутрішніх справ імені короля Фрідріха Вільгельма III із керівництвом у Берліні, вислало до вроцлавського кагалу листа, у котрому наполягало на будівництві великої загальнодоступної синагоги і закриття малих молитовниць. Керівництво кагалу однак, після тривалих дебатів і консультацій відмовило.
2 квітня 1820 року кагал надіслав листа до президента вроцлавської поліції, в котрому роз'яснено причини відмови у виконанні поставленого королем завдання. Проблемою була нестача коштів, а також неврегульовані проблеми у конституції, і у едикті 1812 року, що стосувались юдаїзму. Однак відповідь кагалові, містила категоричну вимогу будівництва нової синагоги протягом двох років.
Незабаром почато збір грошей. Зібрано 9812 талерів, із котрих 6777 перераховано Першим товариством братів, решту — членами восьми малих ортодоксальних молитовних домів, котрих підтримував рабин Саломон Тіктін. Однак більшість ортодоксів була проти нової синагоги і фінансово не підтримала будівництво. Зібраних коштів було недостатньо для початку будівництва.
У грудні 1820 року було наперед продано сидячі місця у майбутній синагозі, завдяки чому зібрано суму, що дозволяла розпочати будівництво. Почато перемовини із купцем Якобом Філіпом Зільберштайном, власником ділянки при вулиці св. Антонія, 35, на котрій раніше була корчма «Під білим лелекою» (пол. Pod Białym Bocianem), що дало назву майбутній синагозі. У 1819 році виконано проект, котрий був прийнятий будівельною адміністрацією.
У червні 1821 року керівництво кагалу призупинило будівництво синагоги у зв'язку із спротивом більшості членів кагалу. Ймовірно приводом цього була надто велика різниця у поглядах і брак єдності у вроцлавському кагалі.

### Будівництво
У 1826 році знову з'явились наміри будівництва великої і репрезентативної синагоги, тим разом серед членів ліберального Першого товариства братів. Ймовірною причиною цього могло бути завершення у 1817 році оренди синагоги Темпель, де була зосереджена їхня діяльність.
Будівельні роботи розпочато у 1827 році на купленій під кінець 1820 року ділянці на вулиці св. Антонія за проектом 1819 року. Інвестором став Якоб Філіп Зільберштайн, власник ділянки, член кагалу, а також можливо — член Товариства. Будівельними роботами від початку будівництва до травня 1828 року керував майстер Шиндлер, а після його смерті — майстер Тшоке. Над усіма роботами здійснював нагляд виконроб Тіле.
23 квітня 1829 року відбулось урочисте відкриття синагоги, а перша служба відбулась 13 днів перед цим (10 квітня). Від того часу функціонувала як приватна синагога членів товариства.
Проект був зроблений німецьким архітектором і будівельним радником Карлом Фердинандом Ланґгансом, котрий керувався сілезько-прусським будівельним стилем сакральних споруд XVIII століття. Перше живописне оздоблення здійснив Рафаель Біов і його син. Також певний час йому приписували і авторство проекту синагоги.

### Після відкриття
У 1847 році стала головною загальнодоступною синагогою ліберальної фракції вроцлавського кагалу. У 1872 році після будівництва Нової синагоги на вулиці Подвалє, синагогу зайняли консервативні євреї. У 1872 і 1873 роках проведено ремонтні роботи, котрі дещо зруйнували гармонійне архітектурне обличчя будівлі. Добудовано три зовнішні сходові клітки, котрі провадили на галерею для жінок. У 1997 році під час відновлювальних робіт сходову клітку, що знаходилась у південно-східному куті було демонтовано.
У 1905 році ґрунтовно перебудовано інтер'єр синагоги, котрою керували брати Пауль і Ріхард Ерліхи. В той же час добудовано нові залізобетонні неороманські галереї для жінок, котрі замінили попередні, що були оперті на 12 стовпах. На зламі 1928—1929 років, у соту річницю існування синагогу ґрунтовно відремонтовано, осучаснено. Відновлено фасад і інтер'єр, додано електричне освітлення, змонтовано центральне опалення, а також збудовано посередині один із найважливіших елементів синагоги — біму, котру спроектував А. Гротте.

### Кришталева ніч і Друга світова війна
Під час кришталевої ночі з 9 на 10 листопада 1938 року, гітлерівські бойовики зруйнували інтер'єр синагоги і порвали на шматки сувої Тори, що в ній знаходилась. Однак з огляду на близьке сусідство із іншими будинками, не була підпалена, що врятувало її від цілковитого знищення (котрого зназнала Нова Синагога). Після тих подій була частково відновлена і одночасно служила як консервативним, так і ліберальним євреям, хоч служби відбувались окремо і в різний час.
Після вибуху Другої світової війни, використовувалась до 1943 року. Після цього гітлерівці переобладнали її на станцію техобслуговування автомобілів, і магазин награбованого у євреїв майна. Частина оригінального оснащення синагоги була знищена. В дворі синагоги влаштовано одне з місць для збору депортованих до таборів вроцлавських євреїв. Про цей факт нагадує пам'ятна таблиця.

### Роки 1945—1995
13 серпня 1945 року Єврейський комітет у Вроцлаві звернувся до президента міста Олександра Вахнієвського з питанням про повернення синагоги, котру в той час займала промислова міліція. Після повернення, синагога була відремонтована і знову обладнана для потреб культу вроцлавською Конгрегацією релігії мойсеєвої.
У 60-х роках синагога не раз потерпала від хуліганських дій, зі сторони не встановлених осіб. Вибито шиби зі сторони вул. Антонія (північна стіна). Пізніше із незаселеного будинку поблизу, котрий готували до знесення (№ 6 на вул. св. Антонія), камінням вибито цінні вітражі на вікнах східної стіни. Численні клопотання конгрегації в Управління справ релігії, а також звернення до міліції, результату не дали. Від тих часів стан синагоги поступово погіршувався.
5 липня 1963 року Конгрегація вислала листа до Союзу релігії мойсеєвої, в котрому просить і обґрунтовує необхідність виділення коштів на ремонт:
«Знаходиться у такому стані, що є загроза цілковитої руйнації будинку, а вигляд її справляє дуже прикре враження на людей, що беруть участь у службах. Стеля валиться, більшість вікон вибито, відпадає штукатурка. Замкнено запасний вихід, через загрозу руйнування будинку в тому місці, що створює загрозу життю людей у разі пожежі»
В середині 1964 року невідомі двічі вибили вікна. За другим разом проникли на горище, звідки викрали велику кількість молитовників. У 1965 році від American Jewish Joint Distribution Committee було отримано 10 тис. доларів, зарахованих на рахунки Польської ощадної каси і призначених на ремонт синагоги. 27 липня 1966 року Управління будівництва, урбаністики і архітектури при президії DRN видало рішення у справі синагоги:
«… закликаємо до 10 серпня 1966 року полишити сакральну будівлю, при вулиці Влодковіца, 9. …Технічний стан об'єкта загрожує безпеці людей і майна, з огляду на серйозні руйнації грибком і комахами, елементів конструкції даху».
У листі до Президії народної ради, Управління у справах релігії від 23 серпня 1966 року, Конгрегація описала ситуацію так: синагога буде відремонтована коштом Релігійного союзу релігії мойсеєвої, але «конгрегація сподівається в цій справі також допомоги зі сторони Президії народної ради м. Вроцлава, оскільки громадяни що належать до релігії мойсеєвої позбавлені можливості відвідувати служби навіть у часи найбільших свят».
28 березня 1967 року Конгрегація звернулась із закликом до тогочасного керівника Воєводської народної ради, Болеслава Івашкевича:
«Конгрегація релігії мойсеєвої у Вроцлаві є найбільшою за чисельністю у Польщі, а євреї Вроцлава практично позбавлені можливості брати участь у службах, оскільки навіть велика старовинна синагога при вул. Влодковіца 9 замкнена від 30 вересня 1966 року Управлінням архітектури, оскільки є небезпека руйнації строп. Будівля потребує капітального ремонту. Мала синагога при вулиці Влодковіца 9 може вмістити лише близько 50 осіб і таким чином польські громадяни, що сповідують релігію мойсеєву, що мешкають у Вроцлаві, не мають можливості брати участь у суботніх службах, ані з оказії урочистих свят, чи служб за душі померлих. Такий стан речей призвів до значного розчарування серед мешканців Вроцлава віри мойсеєвої. Конгрегація вважає, що є усі можливості, суспільні, політичні і матеріальні, аби дати людям приналежним до релігії мойсеєвої, можливість брати участь і в службах за померлими.»
У дальшій частині листа зазначено, що у синагозі під час найбільших свят бувало близько 2 тис. осіб із Вроцлава і околиць. У обґрунтуванні висловлено прохання про допомогу від міської влади і American Jewish Joint Distribution Committee, у ремонті синагоги.
Після огляду синагоги Управління будівництва, урбаністики і архітектури, при Президії DRN дозволило на зібрання у партеровій частині і на першому поверсі з нагоди єврейських свят 4, 5, 6, 13, 14 i 26 жовтня 1967 року. Незабаром було розібрано будинки при вулиці св. Антонія, котрі оточували синагогу. Через це будинок виявився позбавлений огородження, що полегшило вандалам подальше нищення і вибивання шиб.
Після подій березня 1968 року і еміграції значної частини єврейського населення Вроцлава, служби у синагозі були скоріш за все призупинені, про що може свідчити, що на свято Песах, молились тільки у Малій синагозі. У 1974 році на підставі положення про залишене німецьке майно, синагога перейшла у державну власність і того ж року передана Вроцлавському університетові. У ній планувалось розмістити бібліотеку, читальню і навчальні зали Університетської бібліотеки. 1976 року розпочато роботи пов'язані із адаптацією будинку. Усунуто усю підлогу, а також відкрито фрагмент старої поліхромії. Після кількох місяців, роботи було призупинено через брак фінансування.
У 1984 році синагога була куплена Центром культури і мистецтв, котрий влаштовував у синагозі виступи митців різного плану. Трапились дві пожежі. У 1989 році будинок передано Вроцлавській музчній академії, котра планувала перебудувати його на концертний зал. Під час робіт знято дах і роботи було зупинено. Будівля почала активно руйнуватись, вологість руйнувала стіни, відпадав тиньк і розписи.
У 1992 році синагогу купив приватний підприємець Яцек Лесічка, котрий не провів у синагозі жодних ремонтних робіт. Від того часу через ініціативу Еріха Бовеса, вроцлавського єврея, котрий нині проживає у США, кагал займався перемовинами про повернення синагоги. Однак після численних зустрічей із власником будику і міськими чиновниками, не вдалось її повернути, з огляду на дуже високу ціну, котру пропонував Яцек Лесічка.
Незабаром відбулась зустріч представників кагалу із архиєпископом митрополитом вроцлавським, кардиналом Генриком Гулбіновичем у справі знищеного будинку синагоги. За його клопотанням тогочасне Міністерство культури і мистецтв викупило синагогу і передало єврейській громаді.

### 1995—2005

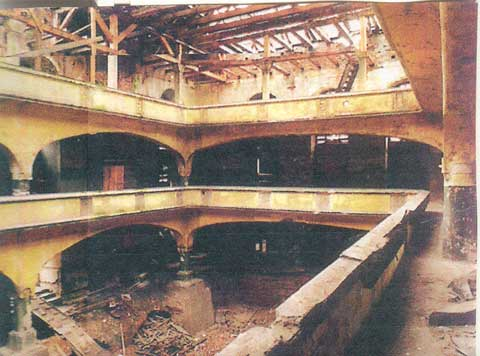
Зруйнований інтер'єр синагоги, 1996

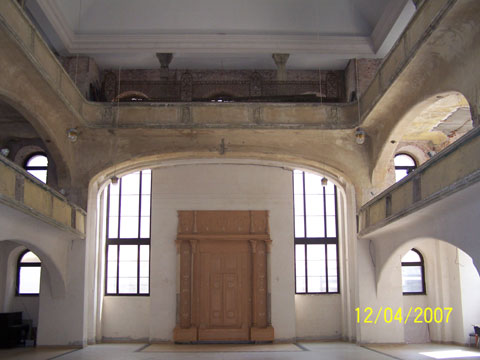
Арон Га-кодеш, квітень 2007

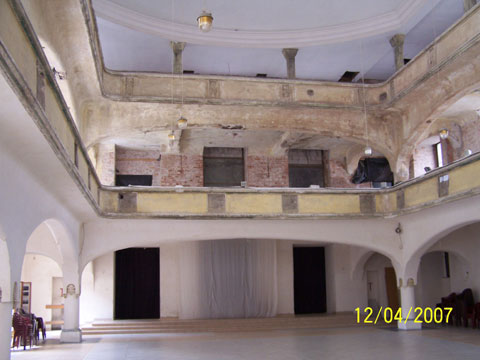
Інтер'єр синагоги квітень 2007

24 вересня 1995 року перший раз за багато років у зруйнованій синагозі відбулась служба з нагоди свята Рош Гашана, у котрому взяли участь близько 400 осіб. Вперше зспівав Хор синагоги під білим лелекою. 10 квітня 1996 року вроцлавським кагалом набуто повноцінне право власності на синагогу. Відтоді синагога належить ортодоксальним євреям.
У травні 1996 року розпочато перший етап ремонтних робіт у синагозі, що мав на меті відбудову даху. Кошти на цю справу були переказані Фундацією польсько-німецької співпраці. У червні розпочато другий етап, що мав на меті приведення до ладу решти частин будинку, і опрацювання детальних планів відновлення, згідно із збереженим іконографічним матеріалом. У 1998 році зкінчено третій етап, під час якого проведено основні будівельні роботи, такі як ремонт відсирілих і потрісканих стін, реконструкцію віконних рам і даху головного нефу, монтаж нових сходів і системи опалення. Недавня дотація коштів від комбінату KGHM Polska Miedź дала можливість зробити часткове тинькування.
8 листопада 1998 року під час урочистостей 60-річчя Кришталевої ночі у синагозі відбулась служба присвячена жертвам тих подій. Служба також була покликана віддати належне старанням з повернення і відновлення синагоги.
2 липня 2000 року у синагозі відбувся перший від 1964 року шлюб. Під хупою стали Еллен Фрідланд і Курт Фіссел що походять з Монклер у штаті Нью-Джерсі. Разом із собою зарбрали із США рабина Майкла Монсона, котрий провадив шлюб, а також кантора Девіда Вісьня, що походить із Польщі. У шлюбі брали також участь пробсти найближчих католицьких, євангелістських і православних парафій.
10 травня 2002 року близько 20:30 сталася спроба підпалу синагоги. Невідомий спробував підпалити будівельні матеріали складені біля західного муру. Завдяки швидкій реакції сторожа на місце відразу прибули три пожежні машини. Пожежу загашено за кілька хвилин. Нараховано збитків на кілька тисяч злотих.

### Після 2005
7 травня 2005 року в синагозі був організований Центр єврейської культури і освіти (пол. Centrum Kultury i Edukacji Żydowskiej CKiEŻ), що діє в рамках вроцлавського відділу Союзу кагалів Республіки Польща, адміністрованого Фондом Бенте Кахан. Бенте Кахан є директором CKiEŻ і водночас директором Синагоги. Фонд Бенте Кахан спільно із вроцлавським відділом Союзу кагалів у Республіці Польща об'єднують зусилля спрямовані на реновацію Синагоги під Білим Лелекою. Планується, що синагога виконуватиме функцію культову, а також сучасного осередка культури і освіти міжнародного масштабу.
У 2005 році завдяки дотаціям від міської влади Вроцлава розміром 90 тис. злотих, в синагозі покладено підлогу. Незабаром завдяки ініціативі координатора бюро кагалу Клари Колодзейської впорядковано також територію довкола синагоги. Ліквідовано неестетичну огорожу і тимчасовий паркінг, а площу засаджено зеленню. 10 листопада 2007 року було відкрито відреставрований класицистичний Арон Га-кодеш, котрий нагадував за виглядом той, що знаходився у синагозі до війни і безпосередньо після неї.
У 2008 році кошти на ремонт синагоги у рамках Програми культурної стежки чотирьох святинь
переказало місто Вроцлав, Союз кагалів Республіки Польщі, а також Міністерство Культури і народної спадщини (з коштів ЄС). На відновлення інтер'єру і будівництво ліфтів для людей із особливими потребами виділено 2,5 мільйони євро. Грошей вистачить також на заміну усіх інсталяцій, гідроізоляцію, відтворення вітражів і первинного класицистичного орнаментального оздоблення. Відновлення у 2008—2009 роках провела вроцлавська фірма Castellum, котра спеціалізується на роботах з ремонту пам'яток архітектури. Реалізовуватимуть проект приготовлений консерваційною майстернею Archikon. У 2009 році буде організований конкурс на концепцію оснащення синагоги. Найімовірніше біма відтворена не буде, або буде мобільною і мультимедійною.
9 грудня 2008 року синагогу відвідав духовний лідер Тибету Далай-лама XIV, де зустрівся із представниками єврейської громади, рабіном Іцхаком Рапопортом, послухав спів хору Синагоги під Білим Лелекою.

## Архітектура

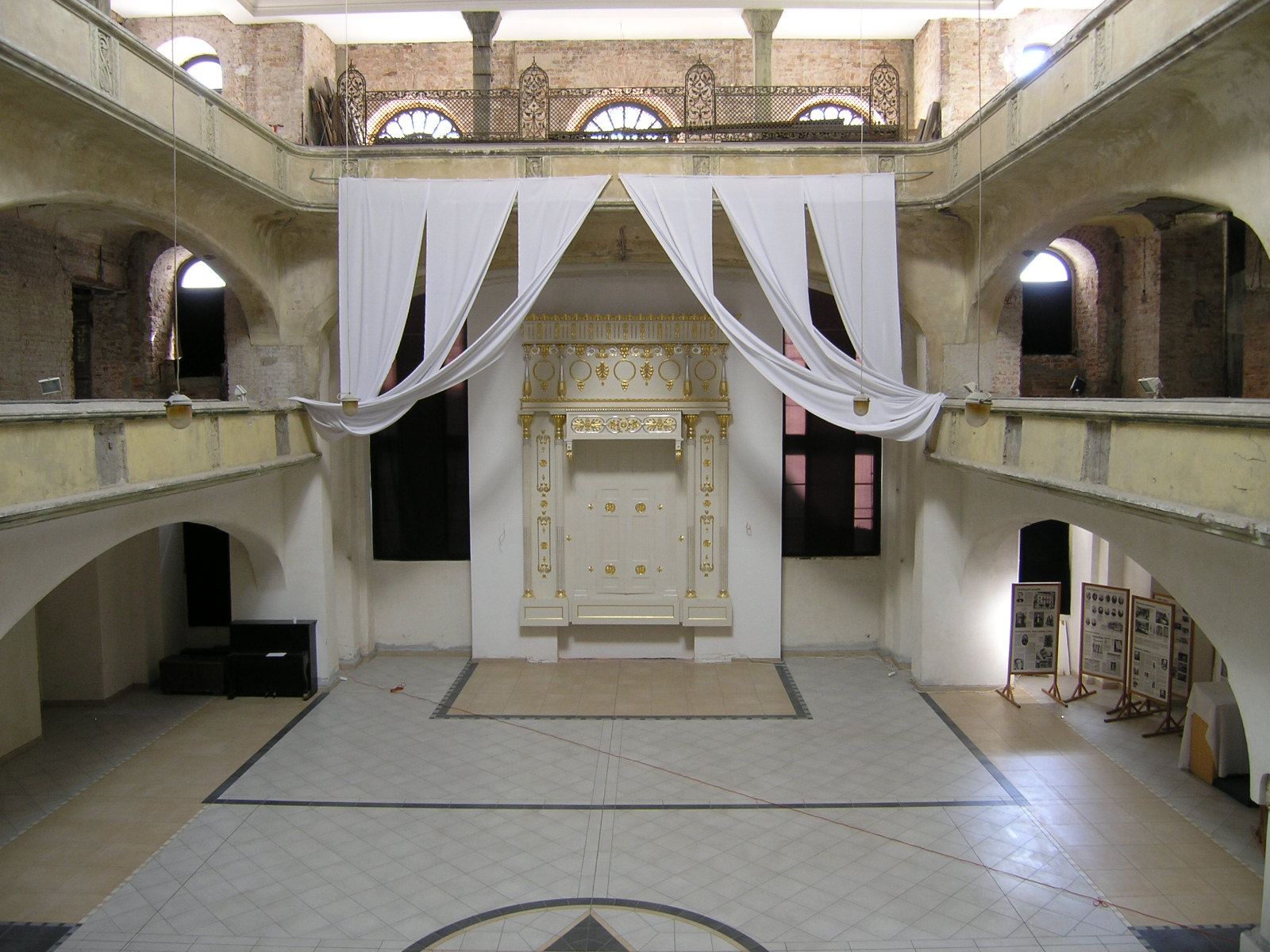
Арон Га-кодеш, листопад 2007

Мурована, із фасадом зорієнтованим на захід, однооб'ємна будівля синагоги в плані — видовжений прямокутник, за стилем — класицистична із елементами римської архітектури. Тільки східному і південному фасадам надано багате архітектурне оздоблення, елементи котрого утворюють два ризаліти із пілястровими портиками коринфського ордеру, завершеними трикутними фронтонами, а також високі вікна завершені луком. Будівля накрита сплощеним ламаним дахом, прикритим сліпим аттиком, над котрим височіє восьмигранний ліхтар із завершенням, що нагадує купол.
Інтер'єр невисокої головної молитовної зали накритий склепінням. З чотирьох боків її оточують залізобетонні дворівневі неороманські галереї для жінок, збудовані 1905 року замість старих дерев'яних, котрі опирались на 12 колонах і пристінних пілястрах. На галереї ведуть зовнішні сходові клітки збудовані 1872 року при південній і західній стінах.
На східній стіні в монументальній аркаді знаходиться багато оздоблений Арон Га-кодеш, над котрим знаходиться окулус. Обрамлений чотирма колонами по боках, на капітелях котрих dźwigają pełne belkowanie із орієнтальним фризом і аттиком. Усе це увінчано таблицями Декалогу. Багато років рештки знищеної шафи зберігались у історичному музеї у Вроцлаві. Початково до Арон Га-кодеш провадили сходи, на середині котрих стояв пульпіт.
До 1872 року вхід, що у південній стіні вживався виключно під час найбільших релігійних урочистостей. Перед входом були сходи із двома ліхтарями увінчаними таблицею із невідомим написом на івриті. Початково головні входи знаходились на західній стіні. Центральні для чоловіків, а два бокові — для жінок.
Синагога нині є пам'яткою архітектури. Вписана до державного реєстру нерухомих пам'яток 30 грудня 1970 року під номером 203.

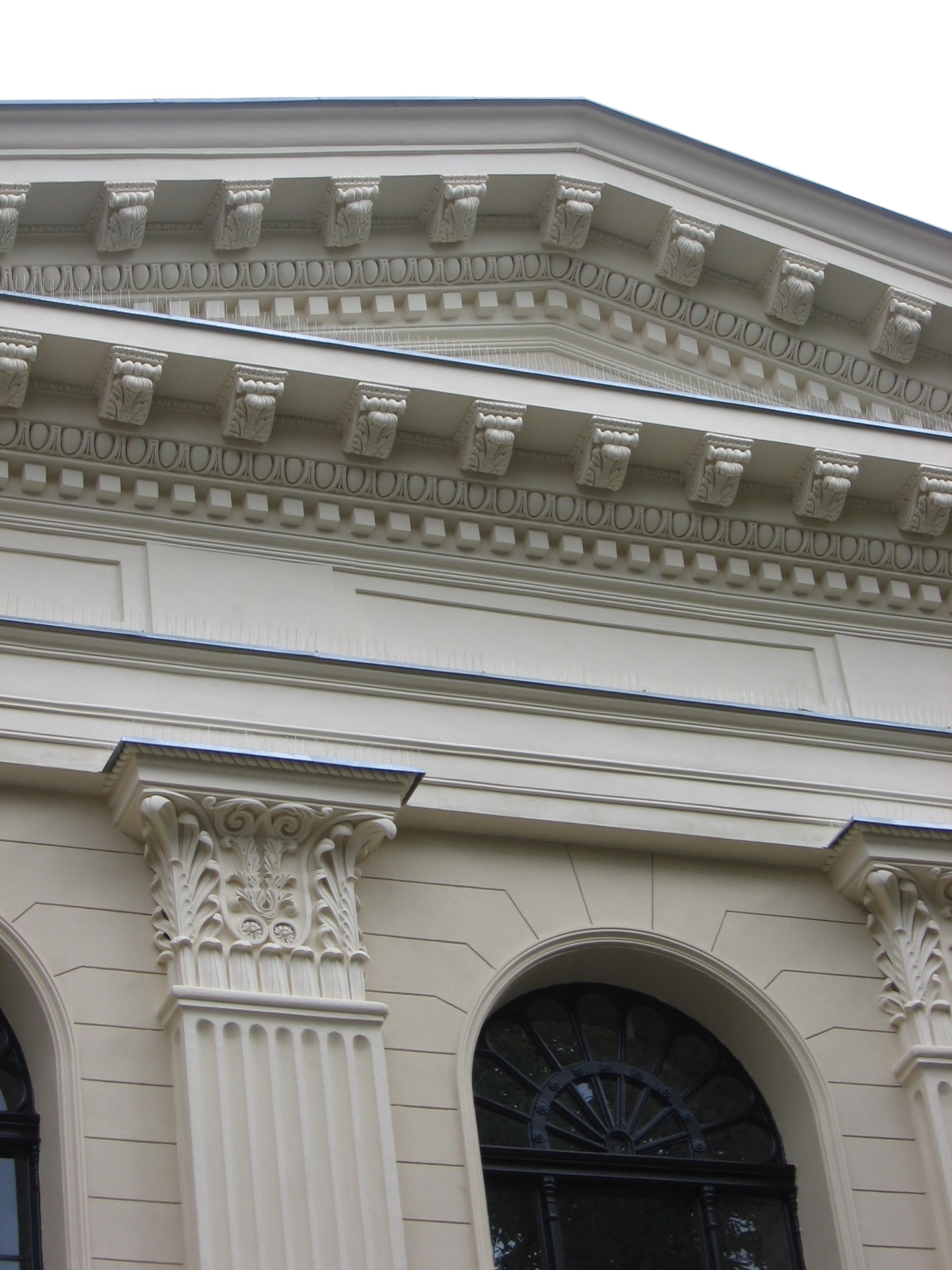
Верхня частина фасаду
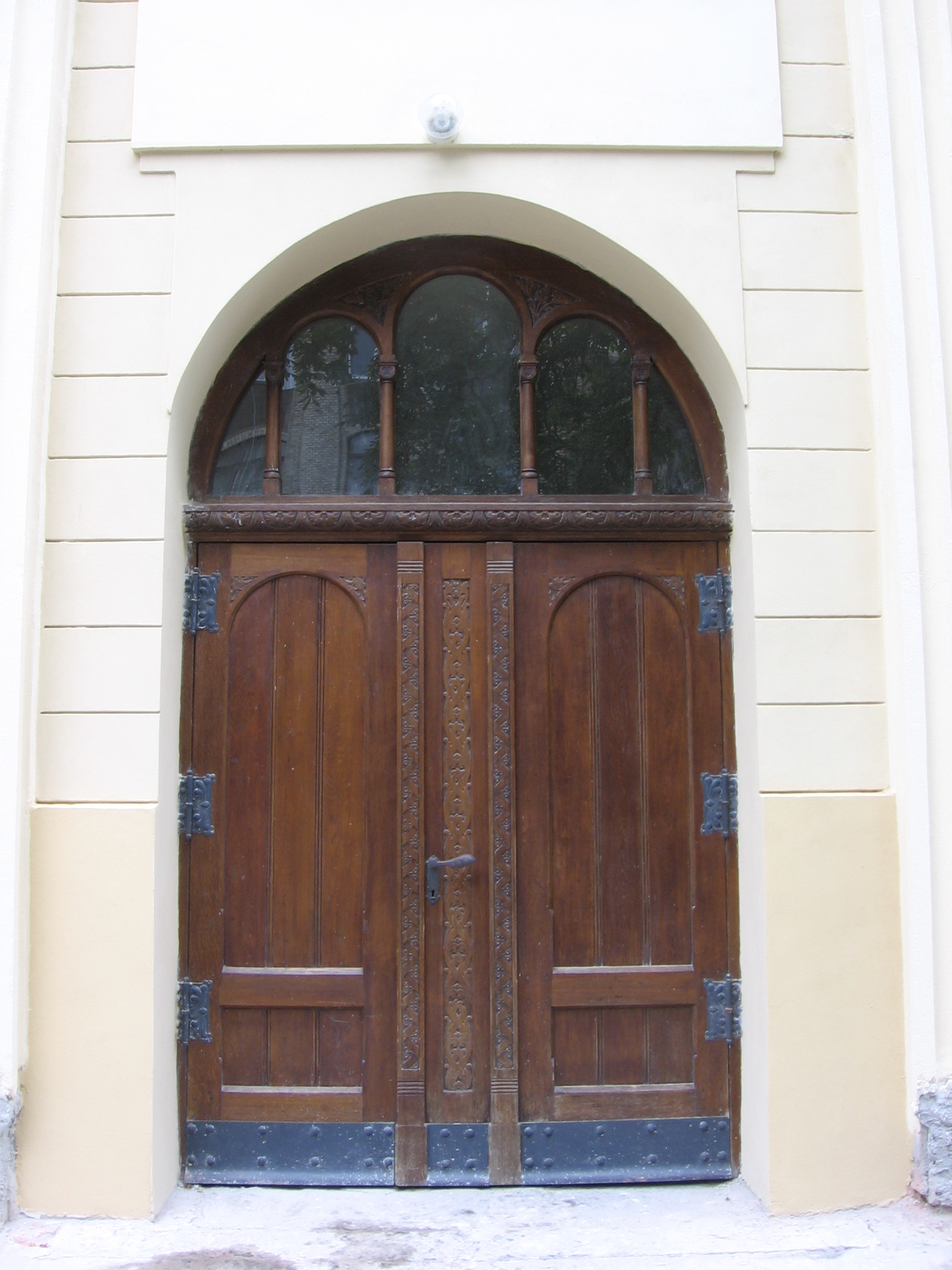
Головний вхід
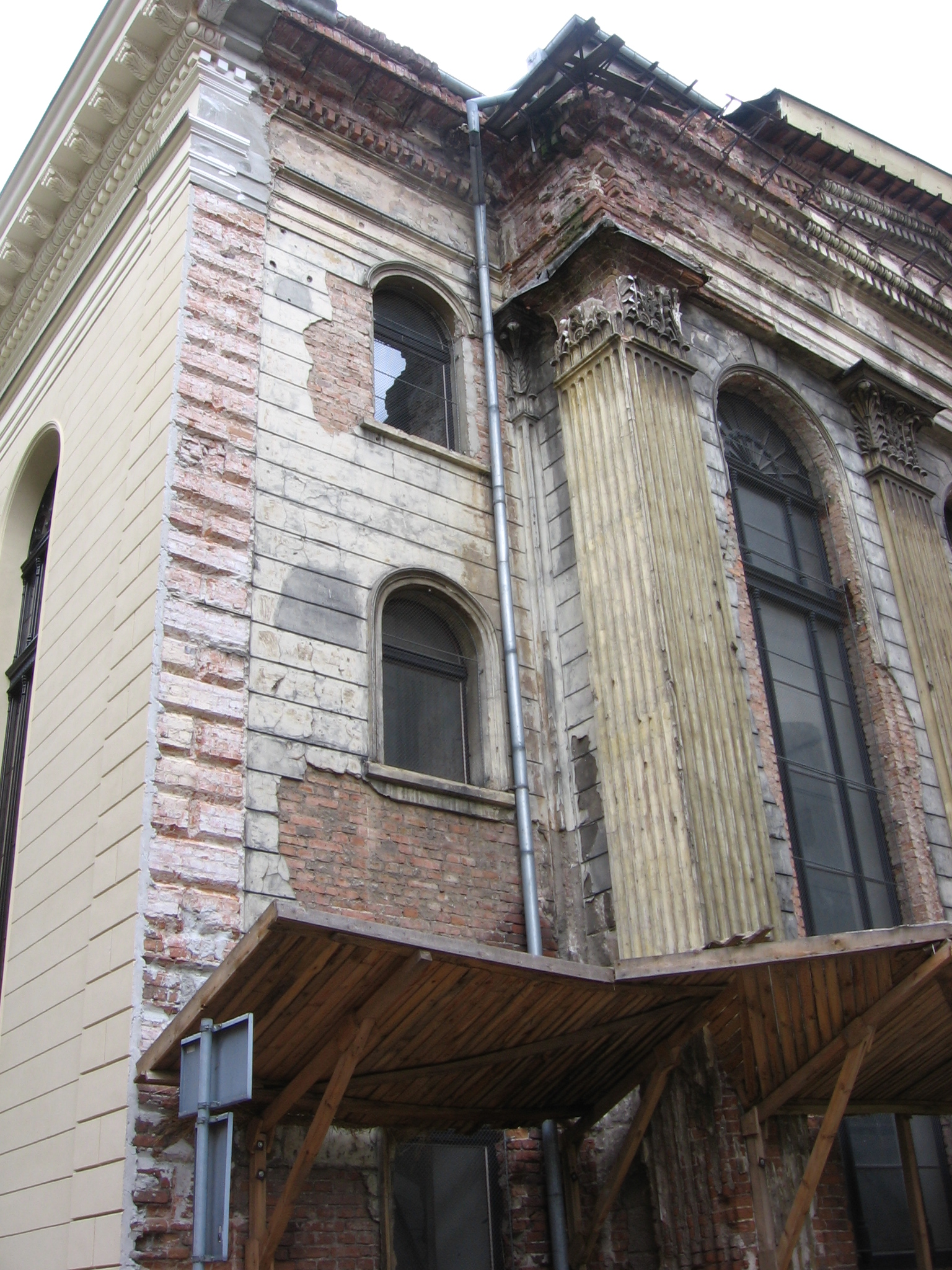
Південно-східний кут
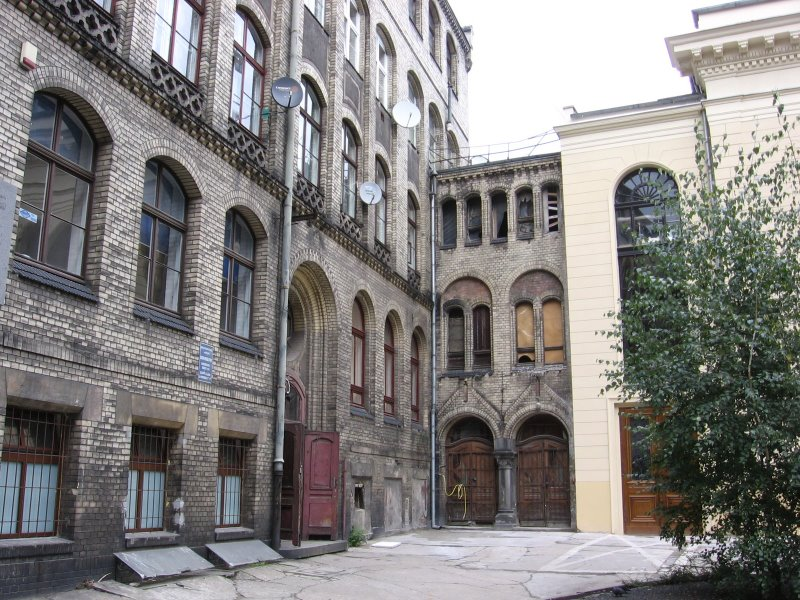
З'єднання синагоги із будівлею кагалу

## Оточення
Відразу після того, як синагога була зведена, зі сторони вулиць Павла Влодковіца і св. Антонія вона була оббудована будинками, однак її було добре видно зі сторони Променади і пасажу Покойхоф. До північної стіни прилягав сад ложі «Фридерик під золотим скіпетром», а із заходу була велика площа, на котрій збудовано синагогу Темпель.
У 1901 році з південної і західної сторін збудовано будинок управління вроцлавського кагалу. Таким чином перед південним фасадом синагоги створено двір, що існує донині, до котрого можна попасти через велику браму.

## Синагога, як культурний осередок

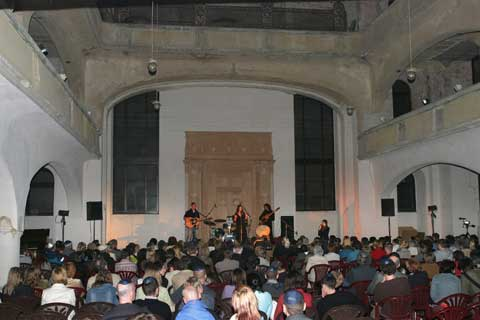
Концерт Ідіт Ешел

Синагога під Білим Лелекою це не тільки місце релігійних практик, але також осередок єврейської культури, що активно розвивається. Тут відбуваються численні концерти, вернісажі, театральні виступи, майстер-класи і зустрічі. Причиною цього стала добра акустика об'єкта, а також його розмір, що дозволяє вмістити кількасот чоловік.
Значне культурне пожвавлення наступає від травня 2005 року, коли відкрито Центр єврейської освіти і Культури, котрий цілорічно організовує культурні і освітні заходи, пов'язані із єврейською культурою.

### Концерти з нагоди гавдали
Від грудня 1999 року раз на місяць у синагозі в суботні вечори (закінчення шабату) відбуваються концерти з нагоди шабату. Презентується клезмерська, канторська, та інша єврейська музика. Започатковано традицію виступом Леопольда Козловського і Хору Синагоги під Білим Лелекою.
В рамках концертів з нагоди гавдали в синагозі виступили:
кантори Барух Гашем, Шмуел Барзілаі, колективи Klezmer Orkester, Irena Urbańska & Klezmerzy, Szpił Klezmer, Quartet Klezmer Trio, Ruach, Nakhes, Sholem, Yarehma, The Cracow Klezmer Band, Galitzyaner Klezmorim, Prague Klezmorim, Pharaon's Daughter, The Saints, Marek Ravski & Klezmer Orkester, Jascha Lieberman Trio, Klezzmates;
сольні виконавці Андре Оходло, Беата Чернецка, Ядвіга Терез Стемпень.
Концерти організовуються вроцлавською єврейською громадою, мистецькою агенцією Art & Business Direction, Осередком культури і мистецтв, а також фондом Pro Arte.

### Літо з музикою під Білим Лелекою
- 2007

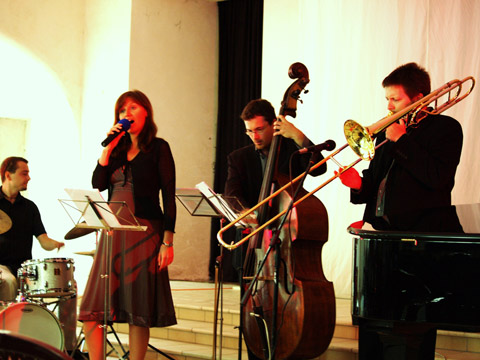
Джазовий Квартет Касі Станковської

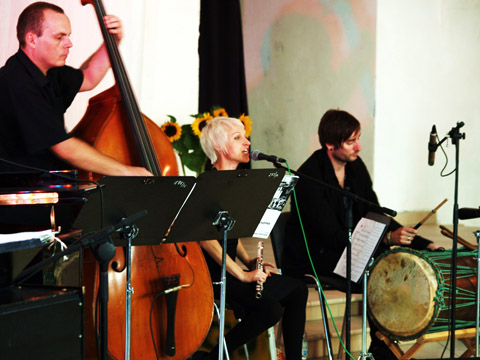
Артисти Музичного театру Капітоль

Від 24 липня до 12 серпня 2007 року Фонд Бенте Кахан організував фестиваль «Літо з музикою під білим Лелекою», тобто цикл літніх концертів по недільних днях у післяобідній час. Презентовано було концерти композиторів єврейського походження що працюють у царині класичної музики, музики популярної, опери, джазу, а також численні вокальні твори. Завданням концерту було також ближче ознайомлення з біографіями композиторів.
В рамках концерту виступили:
- Джазовий квартет Касі Станковської із музикою Владислава Шпільмана, Джорджа Гершвіна.
- Артисти Музичного театру Капітоль із музикою Курта Вейлла,
- Віолетта Маліновська і Дарій Самердак із музикою Джоржа Гершвіна,
- Віслава Гавалка, Віолетта Маліновська і Дарій Самердак із музикою Генрика Варса і Єжи Птербурзького,
- Арніка Добрас, Миирослав Овчарек і Катажина Фалани із музикою Імре Кальмана і Жака Оффенбаха.

Після концертів організовано майстер-клас єврейського танцю, котрий проводила Маргарита Жемполух.
- 2008

Від 25 червня до 20 липня організовано чергові концерти в рамках фестивалю «Літо з музикою під Білим Лелекою» У ньому виступили:
- 25 червня — Bente Kahan Home,
- 29 червня — скрипаль Віктор Кузнєцов із музикою Фелікса Мендельсона і Ернста Блоха.
- 2 липня — Хосе Андрес Кортес з музичним гуртом з піснями фламенко, із сефардськими інспіраціями.
- 6 липня — квартет Куби Станкевича із музикою Ірвіна Берліна і Джорджа Гершвіна; Rutch Bochan Dance Company із піснями на їдиш у поєднанні з танцями.
- 13 липня — джазовий квартет Касі Станковської із музикою Владислава Шпільмана
- 20 липня — кларнетист Войцех Мрозка.

Під час цього фестивалю відбулась також зустріч із Андрієм Тітковим, а також перегляд його фільмів.

### Театральні вистави
Однією із сторін культурного життя синагоги є театральні вистави.
- 9 листопада 2005 року Центром єврейської культури і освіти у Вроцлаві при співпраці ODA Firlej, була представлена прем'єра «Голоси з Терезіенштадту». Польська версія музичної вистави Еллен Фой Брун і Бенте Кахан. Режисер Бенте Кахан, сценографія Хелге Лукаш Перек. Партія скрипки — Барбара Улатовська. Вистава розповідає про долю п'яти жінок ув'язнених в гетто Терезієнштадт, створеному гітлерівцями під час Другої світової війни. У виставі використані оригінальні тексти поетичні і розважальні написані в'язнями цього гетто.
- 10 жовтня 2007 року Центр єврейської культури і освіти представив виставу «Валлштрассе 13» авторства Бенте Кахан зі сценографією Анни Вебер. У виставі зіграли Дорота Аббе і Мажена Оберкорн. На фортепіано, гітарі і тромбоні акомпанував Томаш Касюкевич, саксофоні і кларнеті — Ігор Петрашевський, на ударних — Артур Домінік, на контрабасі Яцек Венгжиновський. Тепер виставу показують у синагозі під час важливих імпрез і урочистостей. Твір розповідає про долю Барбари, котра покинула Польщу ще дитиною 1968 року. Коли вже дорослою повертається до свого давнього помешкання на вулиці Влодковіца 13, стикається із речами свого давнього минулого. Стара фотографія допомагає їй знайти слід мешканців часів німецького Бреслау. При створені спектаклю використано мультимедійну сценографію і багатий архівний матеріал, котрий послужив за основу фабули.

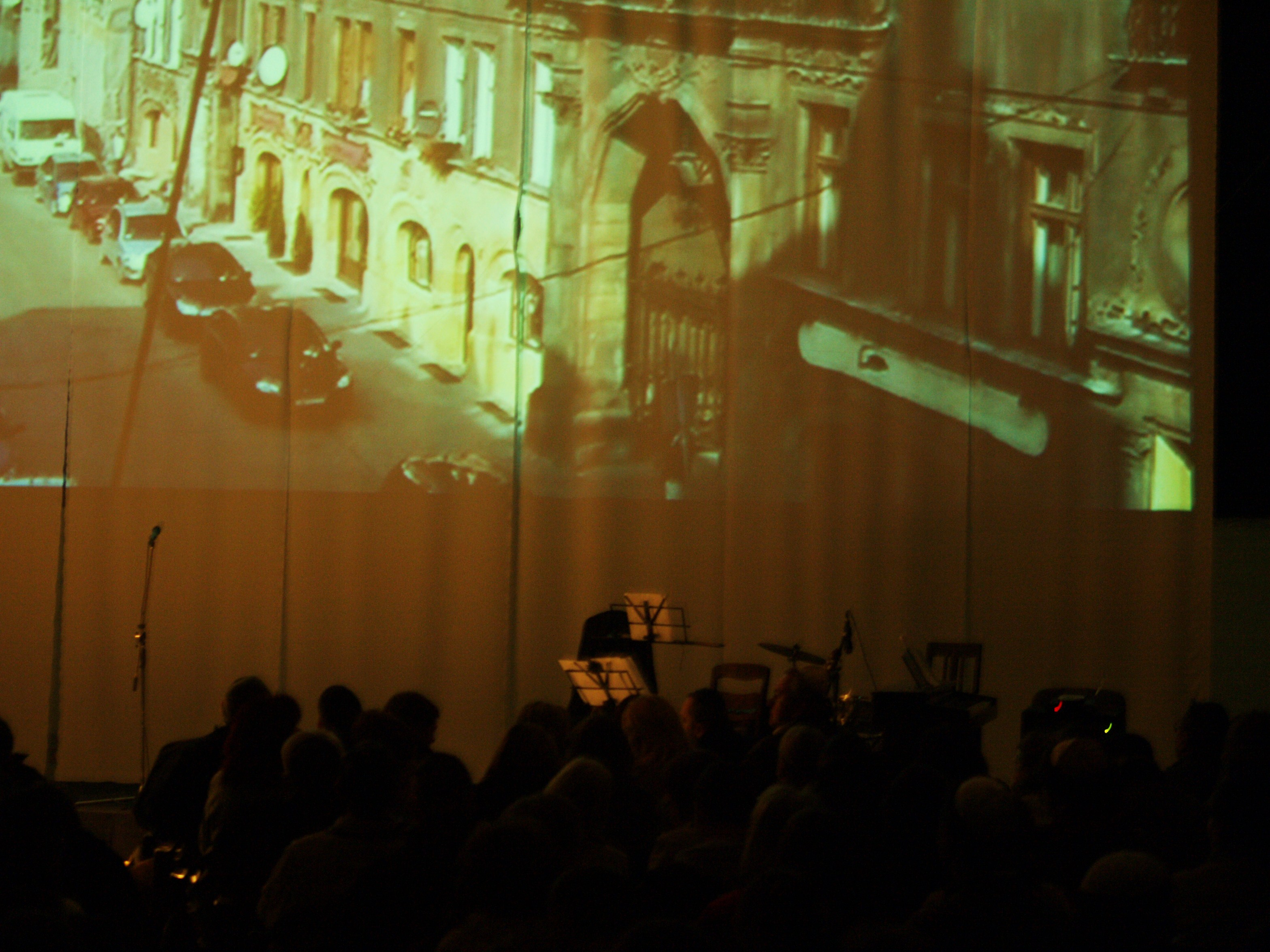
Валлштрассе 13
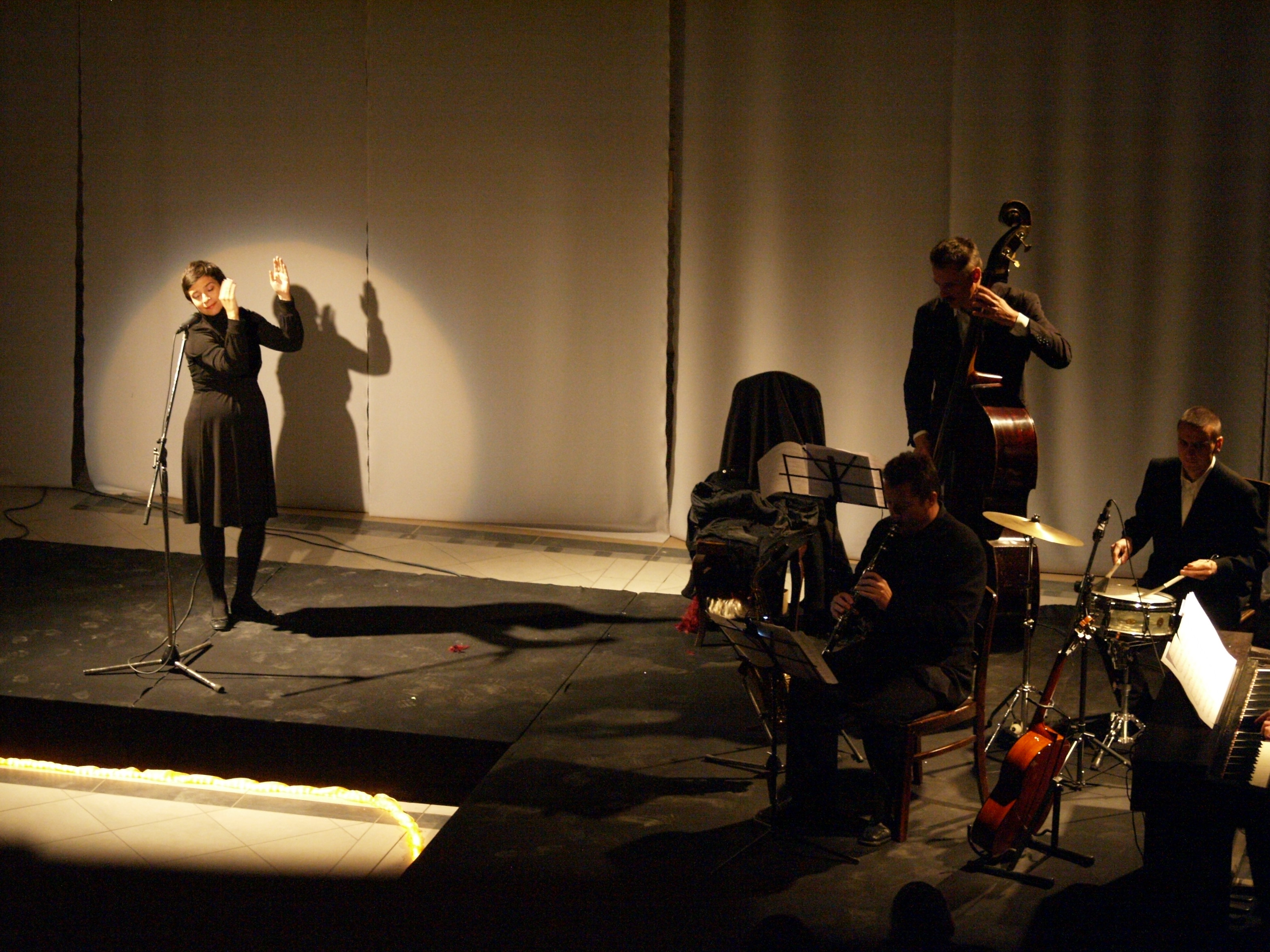
Валлштрассе 13
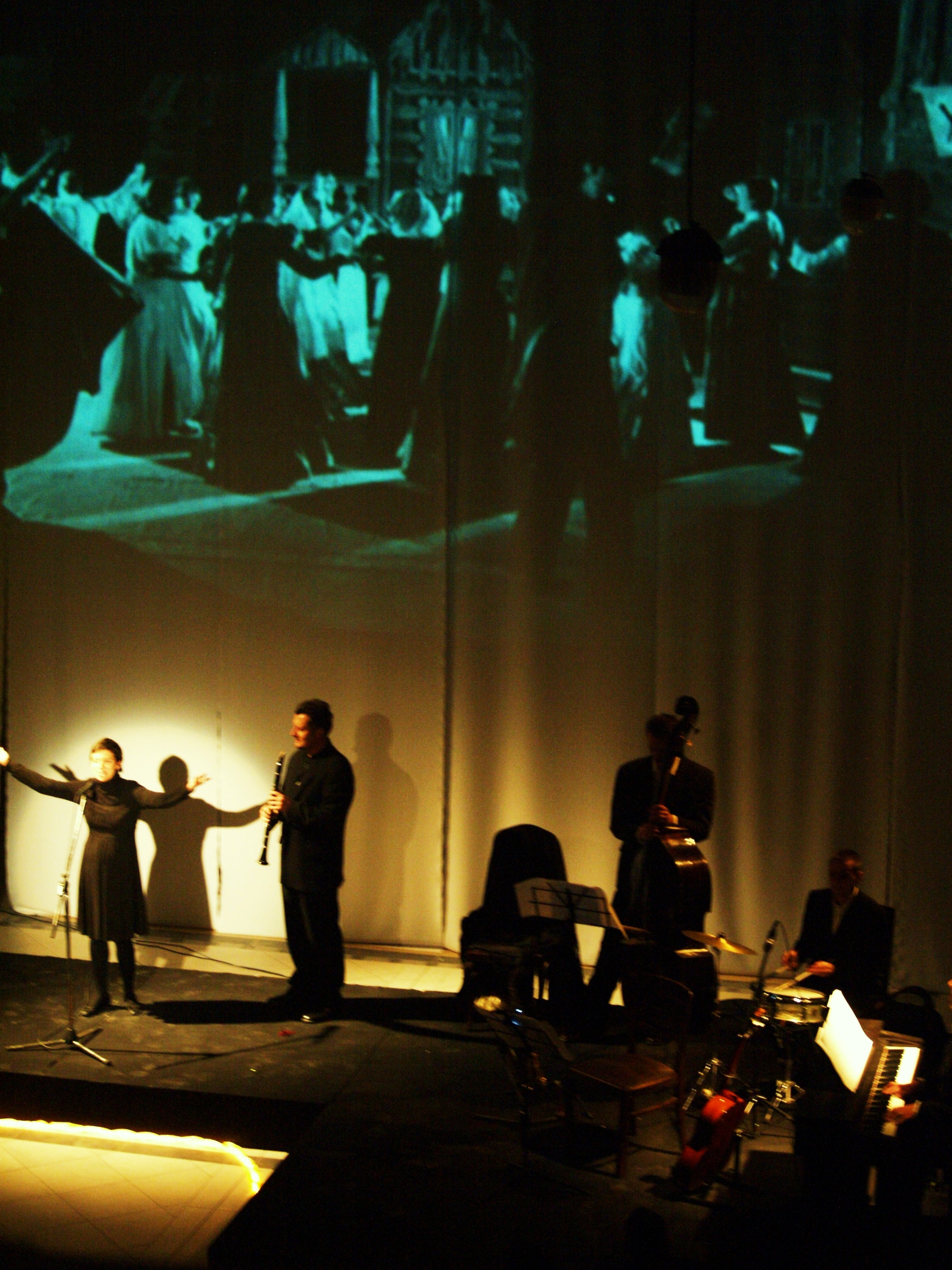
Валлштрассе 13
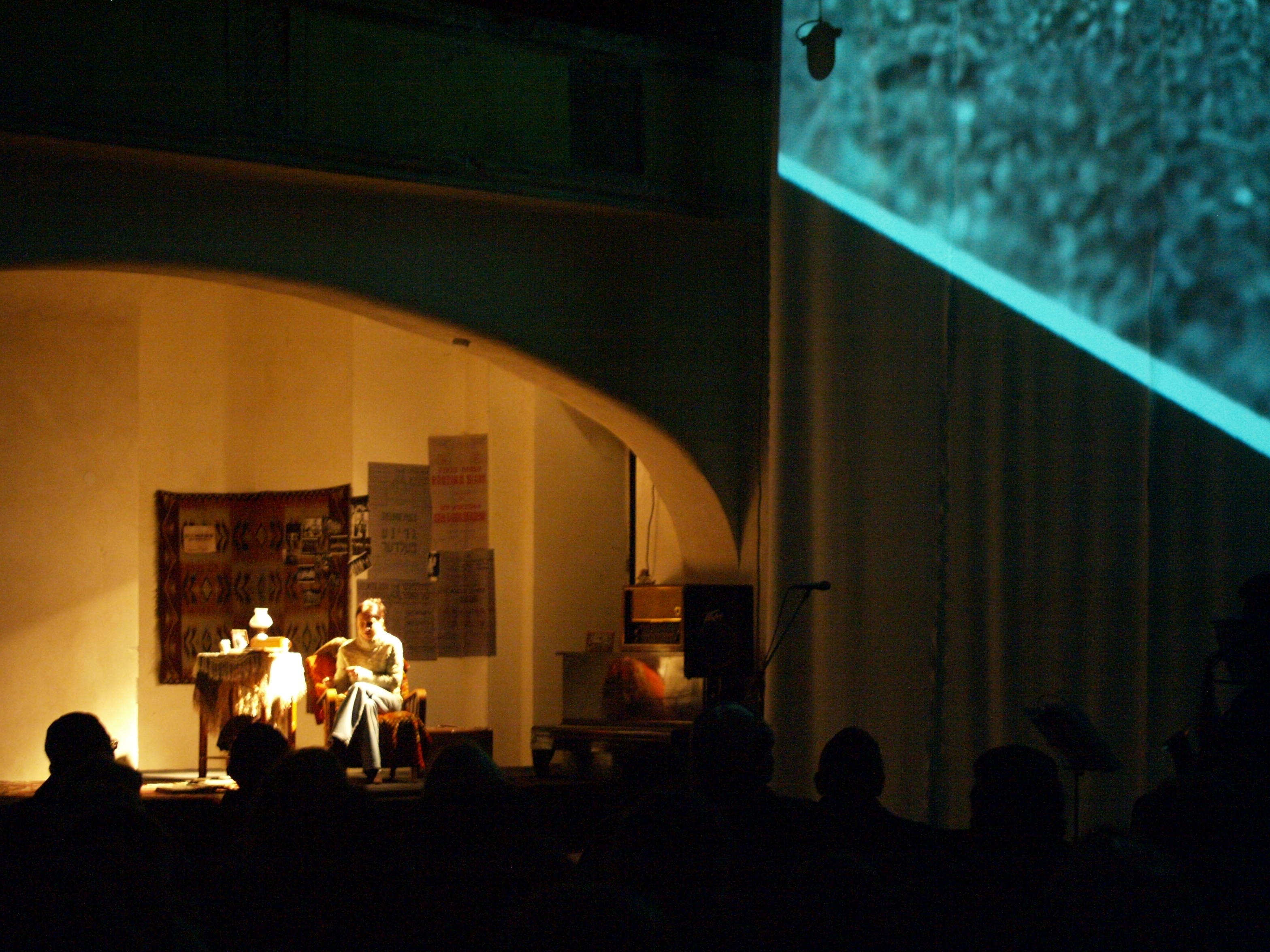
Валлштрассе 13
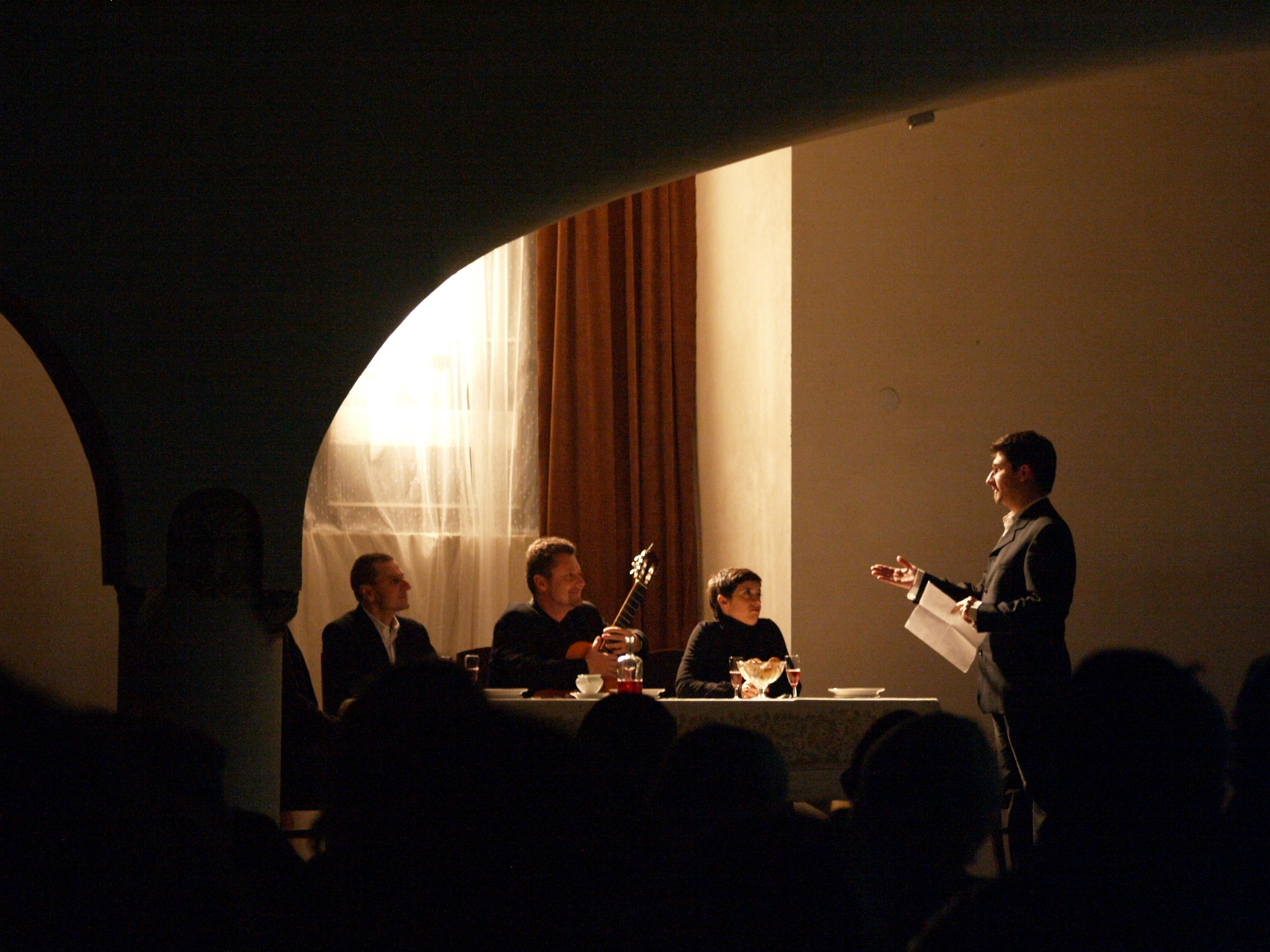
Валлштрассе 13

### День Ізраїлю
- День Ізраїлю 2006

6 і 7 травня 2006 року з ініціативи Фонду Бенте Кахан при співпраці з міністерством закордонних справ Ізраїлю, міської влади Вроцлава, і Єврейської релігійної гміни у Вроцлаві в синагозі перший раз організовано День Ізраїлю.
Метою проекту було представлення сучасного Ізраїлю через ізраїльську музику, кіно, Гебрейську мову. Проведено численні концерти, вистави і кінопокази. Паралельно проводились лекції, що стосувались різних аспектів ізраїльської культури, майстер-класи, дискусії. Частиною програми була церемонія вручення медалі «праведника народів світу» влаштована посольством Ізраїля у Варшаві.
- День Ізраїлю 2007

13 травня 2007 року вдруге організовано День Ізраїлю. В синагозі відбулись чотири імпрези:
книжковий kiermasz (?) у дворі синагоги, майстер-класи ізраїльського танцю, лекція «Сучасна ізраїльська культура», котру провів Йоссеф Леви, політичний радник посольства Ізраїлю у Польщі.
О 18:00 відбулась вистава Театральної групи Рут Каннер, за участю акторок: Ширлі Гал-Сегев, Талі Карк і Ронен Баблукі. Проведено три вистави: «Discovering Elijah», С. Їжара, «Amos», Моше Ізраелі, а також «The Woman Who Preferred To Search for Food», Орлі Кастел-Блум.

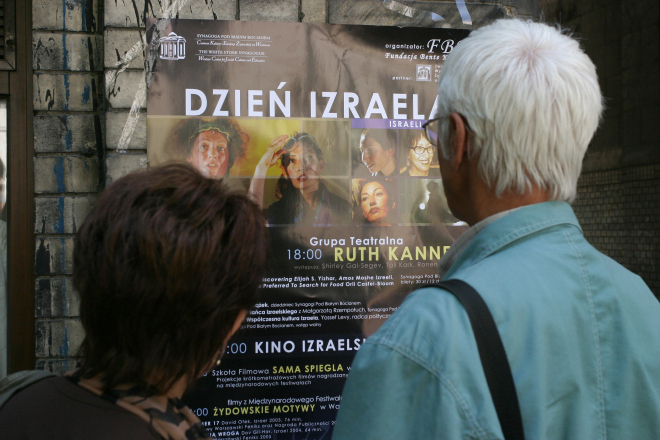
Плакат Дня Ізраїлю 2007
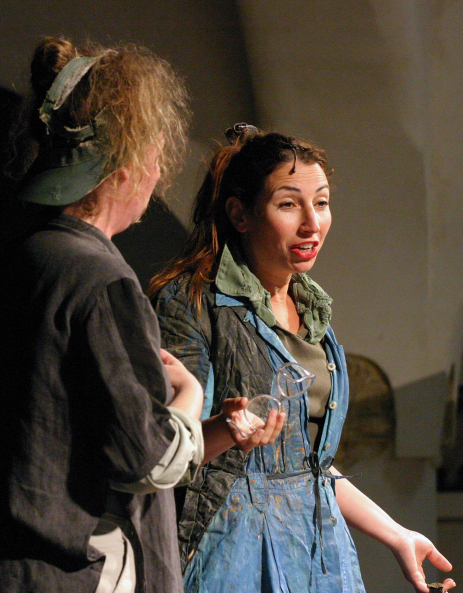
Театральна група Рут Каннер
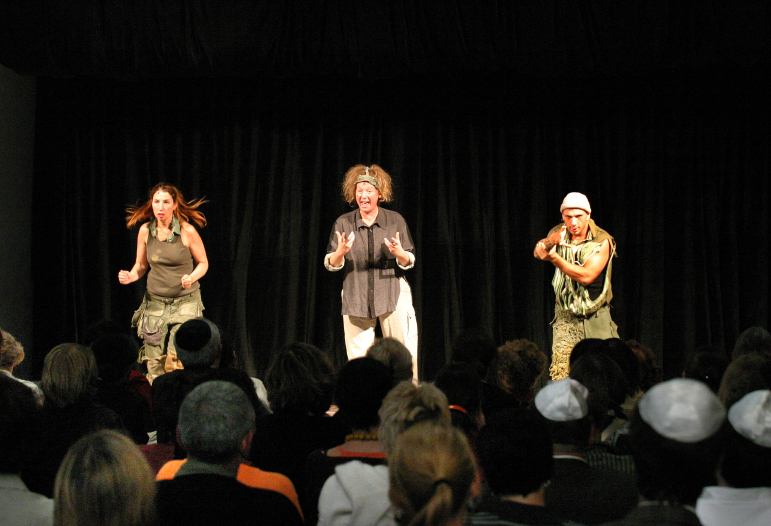
Театральна група Рут Каннер
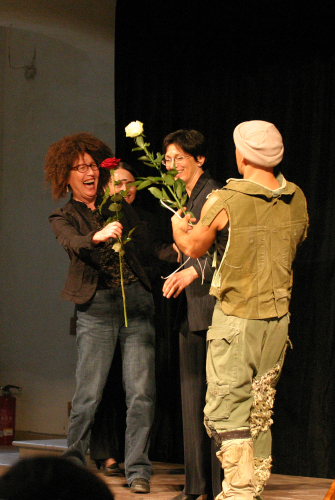
Театральна група Рут Каннер
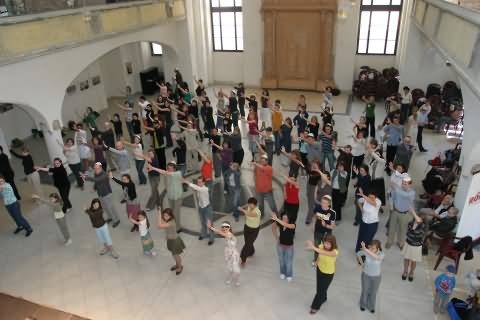
Навчання ізраїльських танців

- День Ізраїлю 2008

7 і 11 травня 2008 року відбулись чергові Дні Ізраїлю. На урочистості у Вроцлав був запрошений посол Ізраїля у Варшаві, Давид Пелег.
У перший день відбувся концерт єврейської артистки Нешеми Карлебах. під час другого дня в синагозі відбувся kiermasz (?) єврейської літератури і музики, майстер-класи танцю і лекція рабина Іцхака Рапопорта «Значення Ізраїлю у релігії євреїв»

### Дільниця чотирьох святинь
Синагога належить до так званої Дільниці чотирьох святинь, у склад котрої входять також православний Собор Різдва Богородиці, Костел св. Антонія Падуанського, євангелістський Храм Божого Провидіння. Віруючі усіх чотирьох конфесій організовують спільні благодійні заходи, навчальні зустрічі для дітей, екуменічні молитви. Заходи покликані зблизити культурно і релігійно розрізнених мешканців міста.

### Інші заходи
- День терпимості у Вроцлаві пол. Wrocławski Dzień Wzajemnego Szacunku

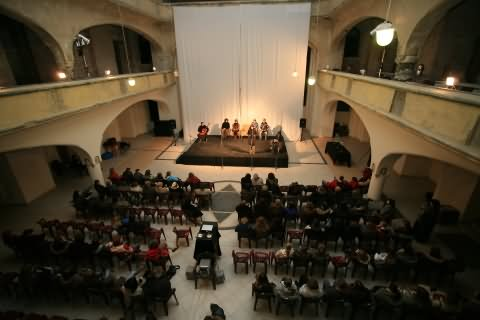
Сценічний етюд

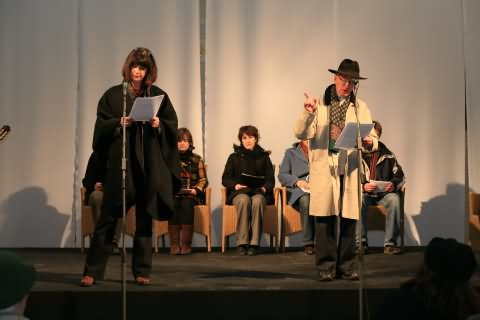
Сценічний етюд

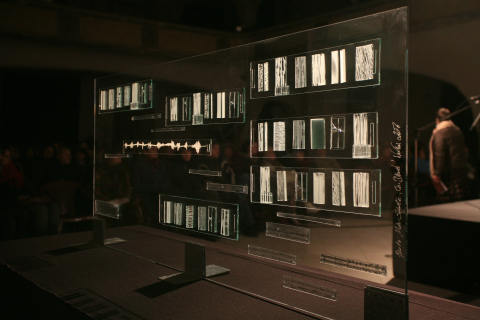
Кришталеві вікна

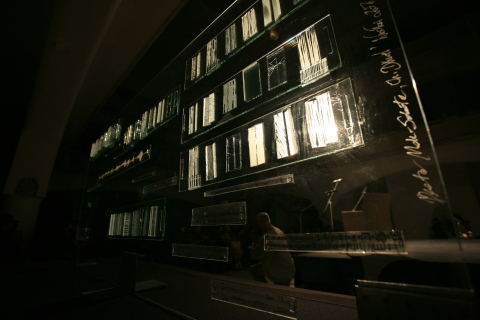
Кришталеві вікна

8 листопада 2007 року організовано День терпимості, частина імпрез котрого відбулась у Синагозі під Білим Лелекою.
- Театральні етюди Студентами Інституту германської філології підготовлені театральні етюди. Це були фрагменти драми Легковажність і фанатизм (нім. Leichtsinn und Froemmelei) вроцлавського письменника єврейського просвітництва Аарона Халле-Вольфссона. Підготовка акторів проведена Йолантою Гуральчик, Богуславою Данилевською, Томашом Маном і Еви Шимані. Програма підготовлена організацією Дім Едити Штайн і об'єднанням SKENE.
- Вернісаж «Кришталеві вікна», під час котрого дві артистки — Беата Мак-Собота і Хрістін Дювель представили кількаметрову скляну пластичну композицію, навіяну подіями кришталевої ночі. Представлено також серію фотографій процесу виготовлення інсталяції. Програма підготовлена об'єднанням «Форум культур».
- Дискусії на тему взаємної терпимості для молоді з гімназій, ліцеїв і для студентів. Презентовано короткий документальний фільм, реалізований фундацією Бенте Кахан у формі опитування проведеного в стінах вроцлавських навчальних закладів і на вулицях міста. Після фільму проведено дискусії на тему терпимості.

Близько 18:00 з-під синагоги вирушив Марш взаємної терпимості, кінцевим пунктом якого, було місце, де була зруйнована Нова синагога під час кришталевої ночі.
- Фестиваль єврейської культури «Simcha»

Починаючи від другого Фестивалю єврейської культури «Simcha» в синагозі відбуваються концерти цієї культурної імпрези.
Від 11 до 15 травня 2008 року, під час XX випуску, в синагозі відбувся концерт, під час котрого заспівав кантор Давид Ульман з Єрусалиму і Хор синагоги під Білим Лелекою. В наступні дні відбулись концерти Pressburger Klezmer Band з Братислави, Szofar i Mich&Mich. На завершення фестивалю запрошено The Klezmatics із Нью-Йорку.
- Концерт «Помирає Краса»

19 червня 2008 року в синагозі відбувся концерт Аги Зарян «Помирає Краса», котрий був вшануванням для ротмістра кавалерії Війська польського Вітольда Пелецького.
- Виставка Дана Райзінгера

Від 31 серпня до 14 вересня 2008 року в синагозі відбувавлась виставка ізраїльського творця сучасного дизайну Дана Райзінгера, котра частиною ювілейного проекту «Prima Septembris». На виставці презентовано 42 плакати на різну тематику: суспільну, політичну, історичну чи культурну, котрі були переважно рекламою важливих мистецьких фестивалів і проектів. Деякі з них — роботи типово комерційні, або такі, котрі мовою символів торкаються проблем сучасного світу. Частина робіт висіла у дворі снагоги. Були плакати у формі поштівок, наклейок, великих банерів, а також ужиткова графіка, проектована для ізраїльських фірм.

## Галерея

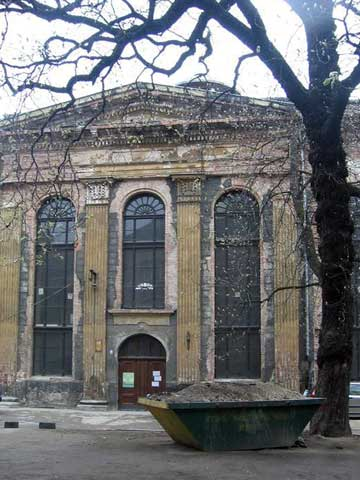
Синагога, листопад 2006
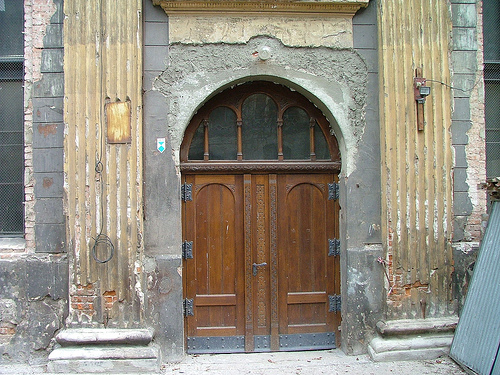
Вхідні двері, листопад 2006
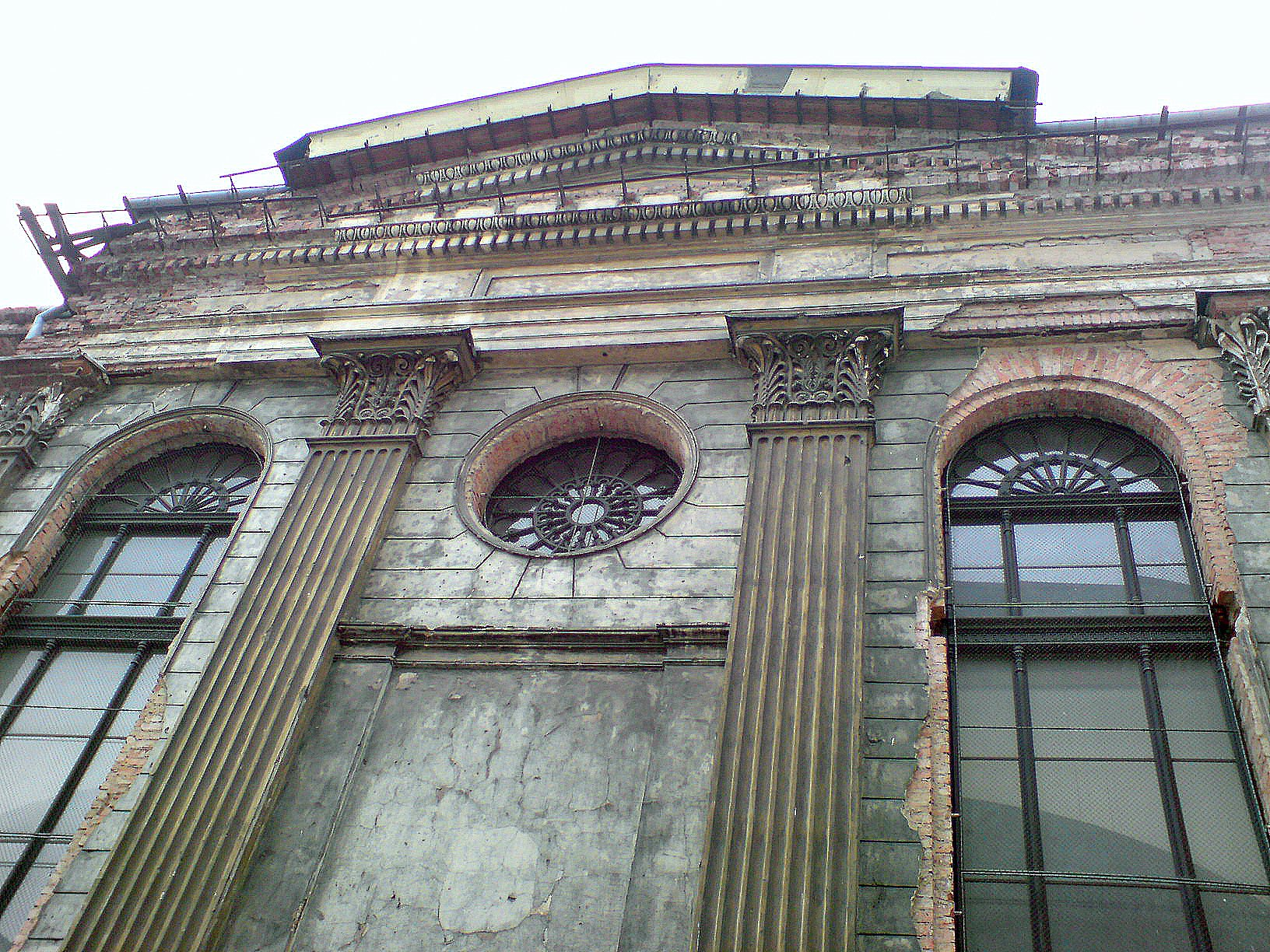
Східна стіна, 2007
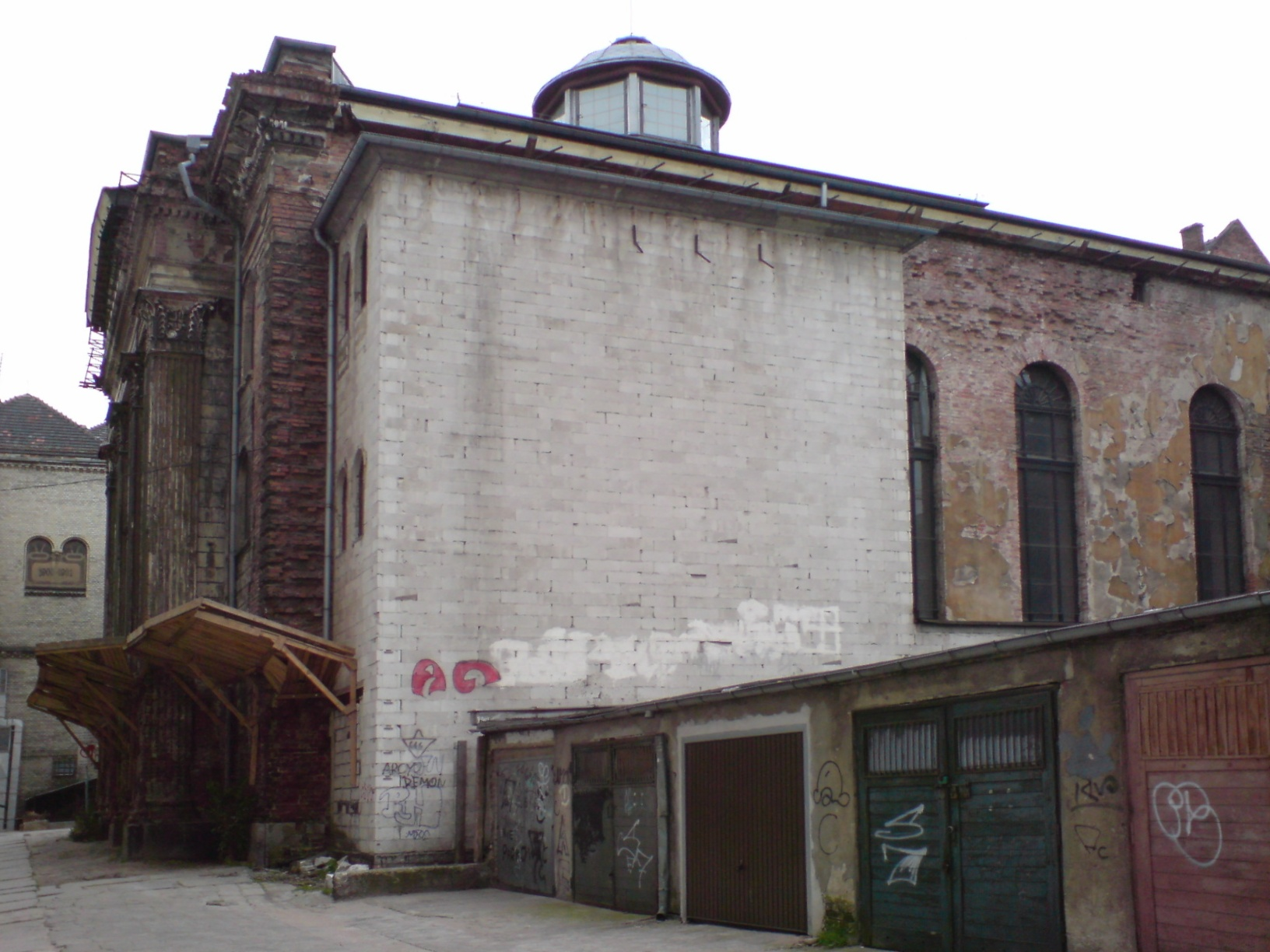
Північна стіна, липень 2007
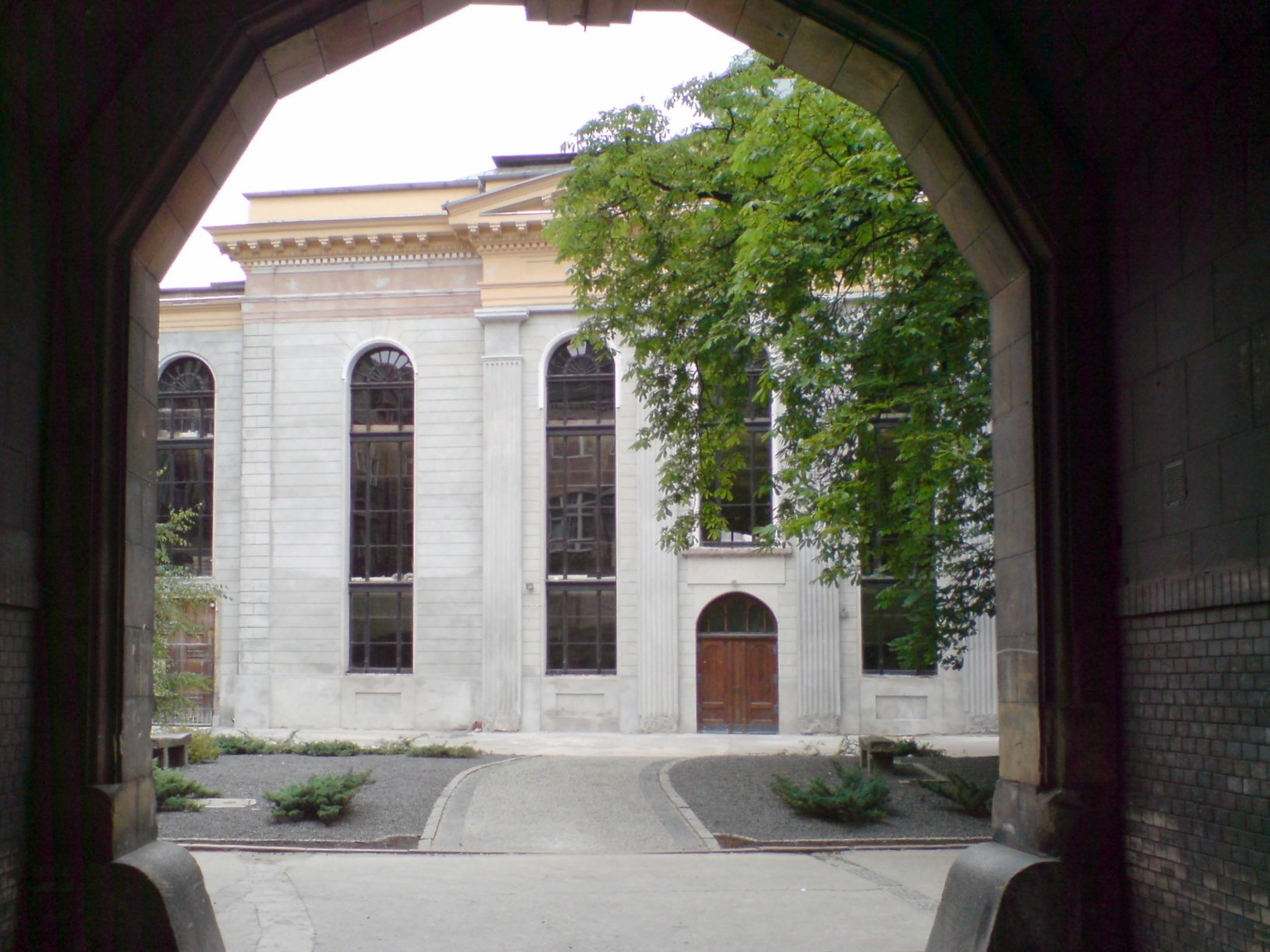
Вигляд з брами, липень 2007